# جی. روی تیلور
جیمز رُوی تیلور (انگلیسی: J. Roy Taylor (زادهٔ ۱۹۴۹) FRS دانشمند در زمینهٔ لیزر و استاد فیزیک و فناوری فوق‌سریع در امپریال کالج لندن است.
وی همچنین برندهٔ جوایزی همچون همکار انجمن سلطنتی، نشان رامفورد و مدال و جایزه فارادی از مؤسسه فیزیک بریتانیا بوده‌است.